# Front Ojczyźniany (Austria)

Kruckenkreuz, symbol Frontu Ojczyźnianego

Front Ojczyźniany (niem. Vaterländische Front, VF) – prawicowa, formalnie ponadpartyjna organizacja prorządowa istniejąca w Austrii w latach 1933–1938, wspierająca austrofaszystowską dyktaturę Engelberta Dollfussa, a następnie Kurta Schuschnigga.

## Historia
Front Ojczyźniany został założony 20 maja 1933 roku przez Engelberta Dollfußa, kanclerza i dyktatora Austrii. Po zamordowaniu Dollfußa został on otoczony przez Front Ojczyźniany swoistym kultem. Z założenia miała być to masowa, ponadpartyjna organizacja rządowa. W praktyce nigdy nie stała się masowa, a miała charakter prawicowej (klerykalnofaszystowskiej) partii politycznej (w dużej mierze była kontynuatorką Partii Chrześcijańsko-Społecznej, wcześniejszego ugrupowania Dollfussa). VF nie miał legalnej konkurencji w związku z wprowadzonym zakazem działalności innych partii politycznych. Obok struktur cywilnych (m.in. młodzieżówki) miał też własne bojówki.
Organizacja została zlikwidowana wraz z Anschlussem Austrii w 1938 roku.

## Przywódcy Frontu
- Engelbert Dollfuß 1933–1934
- książę Ernst Rüdiger Starhemberg 1934–1936
- Kurt Schuschnigg 1936–1938